# 汉普登 (北达科他州)
汉普登（英語：Hampden），是美国北达科他州下属的一座城市。根据2010年美国人口普查，该市有人口48人。